# Station Höxter Rathaus
Station Höxter Rathaus (Haltepunkt Höxter Rathaus) is een spoorwegstation in de Duitse plaats Höxter, in de deelstaat Noordrijn-Westfalen. Het station ligt aan de spoorlijn Langeland - Holzminden. 

## Indeling
Het station heeft één zijperron, die is niet overkapt. Aan het perron staat een klein wachtgebouw met een kiosk. In de straat Uferstraße bevinden zich een parkeerterrein, taxistandplaats en een bushalte. 

## Verbindingen
De volgende treinserie doet het station Höxter Rathaus aan:
| Serie | Treinsoort                  | Route                                                                           | Bijzonderheden                                                                 |
| ----- | --------------------------- | ------------------------------------------------------------------------------- | ------------------------------------------------------------------------------ |
| RB 84 | Regionalbahn (NordWestBahn) | Paderborn Hbf – Bad Driburg (Westf) – Höxter Rathaus – Holzminden – (Kreiensen) | Egge-Bahn 1x per twee uur van/naar Kreiensen, gekoppeld in Ottbergen aan RB 85 |